# Groupe Bertrand
Groupe Betrand ist eine Holding von Gesellschaften, die traditionelle Restaurants, Schnellrestaurants, Cafés, Hotels und Einzelhandel von Lebensmitteln betreibt sowie Ländereien, Immobilien und Beteiligungen verwaltet. Sie ist in Frankreich aktiv.

## Geschichte
Olivier Bertrand wurde am 3. Dezember 1969 in Pailherols (Département Cantal) geboren. Zunächst arbeitete er 3 Jahre lang für die Banque Hervet, eine französische Privatbank, die seit 2001 zu HSBC gehört.
1997 gründete Olivier Bertrand in Paris das Chesterfield Café. Seine Firma wuchs durch die Übernahme von Gastronomiegesellschaften, oft Ketten, die in finanziellen Schwierigkeiten waren und die er sanierte. Bemerkenswert ist die Breite der Übernahmen, von Systemgastronomie à la McDonald’s bis zu Restaurants der gehobenen Klasse mit langer Tradition. Er betreibt Cafeterien in Supermärkten, Museen und Kulturzentren. In den letzten Jahren erweiterte er seine Tätigkeit um Ländereien zum Wein- und Gemüseanbau und um Einzelhandel von Lebensmittelspezialitäten.
Olivier Bertrand finanzierte seine Akquisitionen durch Beteiligungen von Finanzierungsgesellschaften wie FiduFrance und Naxicap. Seit 2015 wird die Gruppe von der OB-Holding geleitet.

## Geschäftsbereiche
2022 war die Gruppe nach ihren verschiedenen Aktivitäten organisiert.

### Traditionelle Restaurants
2016 übernahm Olivier Bertrand die Gruppe Frères Blanc mit 15 Brasserien und 2017 die Gruppe Flo, die traditionelle Restaurants betrieb. 2022 umfasst dieser Geschäftszweig u. a. die folgenden Traditionsrestaurants, in Klammern das Gründungsjahr: L’Alsace (1968), André à La Rochelle (1947), Bofinger (1864), Brasserie Lipp (1880), La Coupole (1927), Grand Café Capucines (1875), La Lorraine (1924), Au Pied de Cochon (1946), Le Procope (1686), Terminus Nord (1924), Vaudeville (1918), zusätzlich die Teesalons Angelina (1903). Die Restaurants servieren traditionelle Bistro-Küche zu moderaten Preisen und konkurrieren nicht mit Gourmet-Restaurants. Von der Kritik werden die Restaurants im Rahmen ihrer Kategorie meist gut bewertet.

#### Bofinger
1864 gründete Frédéric Bofinger sein gleichnamiges Restaurant in Paris. Er kam aus dem Elsass und wollte den vielen Elsässern, die zur Arbeit nach Paris gekommen waren, einen Treffpunkt mit Erinnerungen an ihre Heimat und einfache, günstige Mahlzeiten bieten. Da die Elsässer lieber Bier als Wein tranken, bot er Fassbier an, damals eine Neuigkeit. In den 1920er Jahren übergab er das Restaurant an seine beiden Schwiegersöhne, Albert Bruneau und Louis Barraud, die den Architekten Legay und den Dekorateur Mitgen beauftragten, die Brasserie in das „eleganteste Restaurant von Paris“ umzubauen. Die Kuppel im „Art Nouveau Stil“ (französischer Jugendstil) von 1900 über dem großen Speisesaal blieb erhalten. Die Inneneinrichtung blieb bis heute weitgehend unverändert und steht unter Denkmalschutz (Inventaire Supplémentaire des Monuments Historiques). Das Restaurant umfasst drei Säle: La Coupole, den Salon des Continents und den Salon Hansi. Die Coupole wird von der großen Glaskuppel im Jugendstil überspannt, der Salon des Continents ist nach der Ausstellung Exposition coloniale internationale (Internationale Kolonialausstellung) von 1931 benannt. An den Wänden hängen Einlegearbeiten des Künstlers Panzani, die die Kontinente darstellen. Der Salon Hansi wurde mit Gemälden von dem Elsässer Maler Jean-Jacques Waltz, genannt Hansi ausgemalt. Einige Intarsien von Charles Spindler ergänzen die Dekoration.

### Systemgastronomie
2002 übernahm Olivier Bertrand die Gruppe Phenix Richelieu, die insbesondere die Cafétérias Eris in Supermärkten betrieb und 2008 Concept Restauration, die in der Event-Restauration tätig war: Cafeterien in Museen, Catering bei Veranstaltungen u. ä. 2010 übernahm er die Ketten Au Bureau und Café Leffe (Systemgastronomie) und ab 2019 die Kette Léon de Bruxelle (Fischrestaurants). Er betreibt auch ca. 165 Restaurants der Kette Hippopotamus.
2013 wurde er Lizenznehmer von Burger King für Frankreich. 2015 kaufte er die Kette Quick, Schnellrestaurants in Belgien und Frankreich, die in den folgenden Jahren zu Burger King Filialen umgewandelt wurden. 2019 betrieb die Gesellschaft 300 Burger King Filialen.
2022 übernahm er die Master Franchise der britischen ITSU Kette (asiatische Küche) für Frankreich sowie die Kette Pitaya mit asiatischer Küche und ca. 150 Restaurants.

### Hotellerie
Die Gruppe betreibt sieben 4/5-Sterne-Hotels in Paris, u. a. auch das Saint James.

### Einzelhandel und Ländereien
2018 schloss Olivier Bertrand eine Vertrag mit Nestlé über den Vertrieb von Nespresso in Frankreich. 2022 betrieb er Nespresso Boutiquen in Orléans, Ajaccio, Brest, La Rochelle, Nancy, Dijon, Westfield Rosny, Noyelles Godault, Belle Epine und Val d’Europe, meist in Einkaufszentren. 2022 übernahm er Maison Plisson, ein kulinarisches Zentrum mit Lebensmittelmarkt, Käsehändler, Bäckerei, Fleischerei, Café und Restaurant.
2021 erwarb Olivier Bertrand die Domäne Le Clos de Nonville, 40 ha im Département Seine-et-Marne, die Weinbau und Gemüseanbau auf biologischer Grundlage betreibt.

### Immobilien und Beteiligungen
Die Gruppe entwickelt Immobilienprojekte für ihre Franchisenehmer, hauptsächlich der Systemgastronomie. Die Minderheitsbeteiligungen, hauptsächlich im Gastronomiebereich, sind in einer eigenen Gesellschaft organisiert.

## Finanzdaten
2022 beschäftigte die Gruppe 39.000 Mitarbeiter, betrieb 1.000 Restaurants, Hotels und Geschäfte und machte einen Umsatz von 2,3 Milliarden €. Die Holding-Gesellschaft OB Holding beschäftigte 2018 zwischen 100 und 199 Mitarbeiter und machte einen Umsatz von 13 031 200,00 €.